# 伊萬·里巴爾
伊萬·里巴爾（Ivan Ribar，1881年1月21日—1968年2月2日），是南斯拉夫政治、軍事人物，具有克羅埃西亞人血統。他出生在卡爾洛瓦茨，並獲得法律博士學位。